# Шнурова
Шнурова — деревня в Верхотурском городском округе Свердловской области, Россия. 

## Географическое положение
Деревня Шнурова муниципального образования «Верхотурский городской округ» расположена в 48 километрах (по автотрассе в 54 километрах) к востоку-юго-востоку от города Верхотурье, на правом берегу реки Тура.

## Население
| 2002 | 2010 | 2021 |
| ---- | ---- | ---- |
| 0    | ↗7   | ↗8   |